# Freddie Stone
Freddie Stone, född Frederick Stewart den 5 juni 1946 i Vallejo, Kalifornien, är en afroamerikansk musiker och sedan 1994 pastor. Mest känd är han som medgrundare, gitarrist och sångare i soul- och funkbandet Sly and the Family Stone, en grupp vars frontman var Freddies bror Sly Stone. Hans systrar Rosie Stone och Vet Stone var också medlemmar i bandet.

## Diskografi (solo)
Studioalbum
- 2001 – Everywhere You Are [2]